# Kronenloch / Speicherkoog Dithmarschen
Das 1985 eingerichtete Naturschutzgebiet Kronenloch / Speicherkoog Dithmarschen im mittleren Teil des Kooges ist 532 Hektar groß und ein Salzwasser-Biotop in Schleswig-Holstein. Hier entwickelt sich die aufkommende Vegetation von einzelnen Salzwiesenpflanzen bis hin zur Verbuschung durch Weiden und Sanddorn, weitgehend ohne menschlichen Einfluss. Es besteht dort deshalb ein absolutes Betretungsverbot.
Durch den Bau einer Beobachtungsplattform und einer Beobachtungshütte bekommen die außenstehende Gäste einen Einblick in die Tier- und Pflanzenwelt. Bereitstehende Naturschutz-Informationsschilder geben dem Beobachter genaue detaillierte Anhaltspunkte zur Beobachtung der Fauna und Flora.

Bilder aus dem Kronenloch
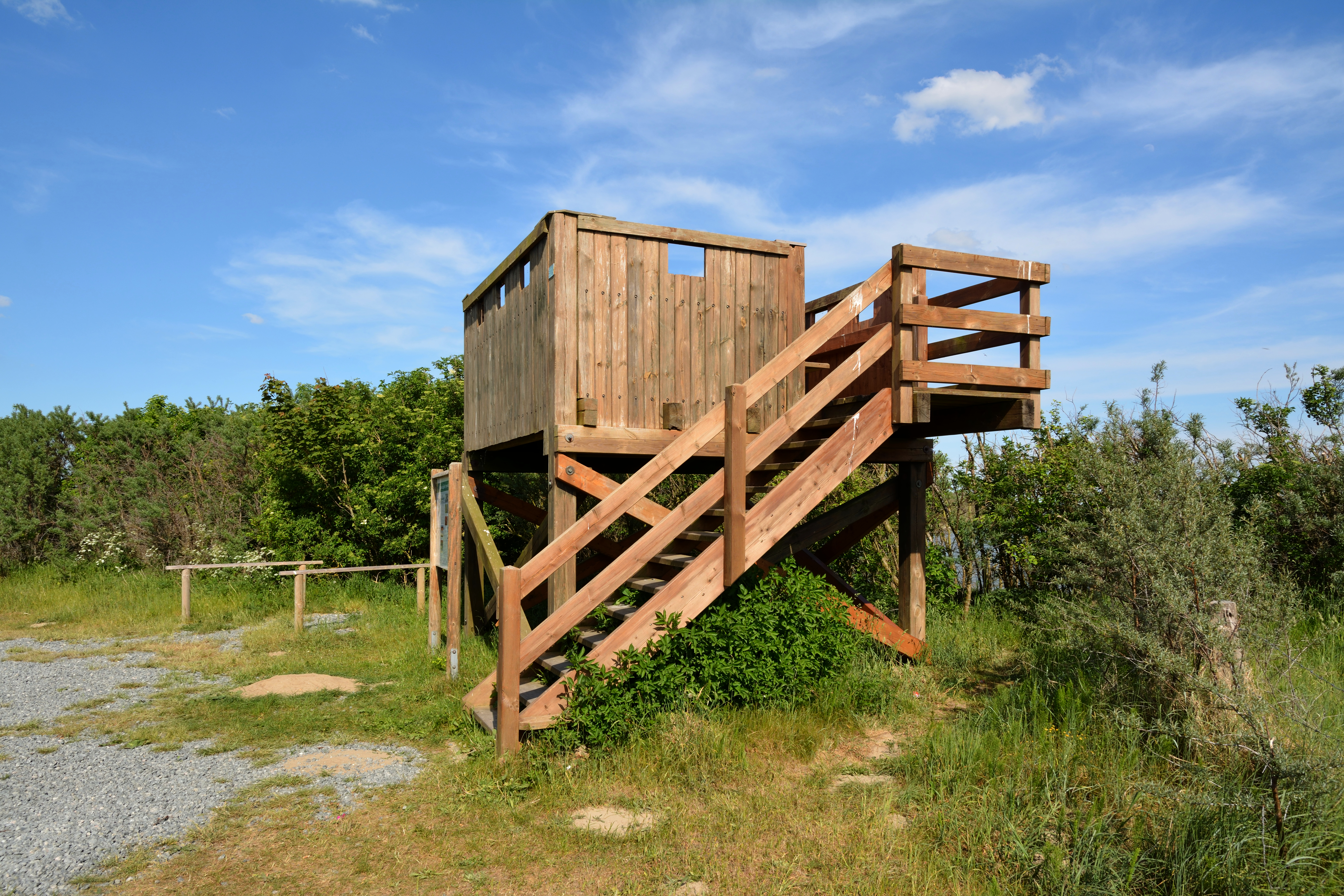
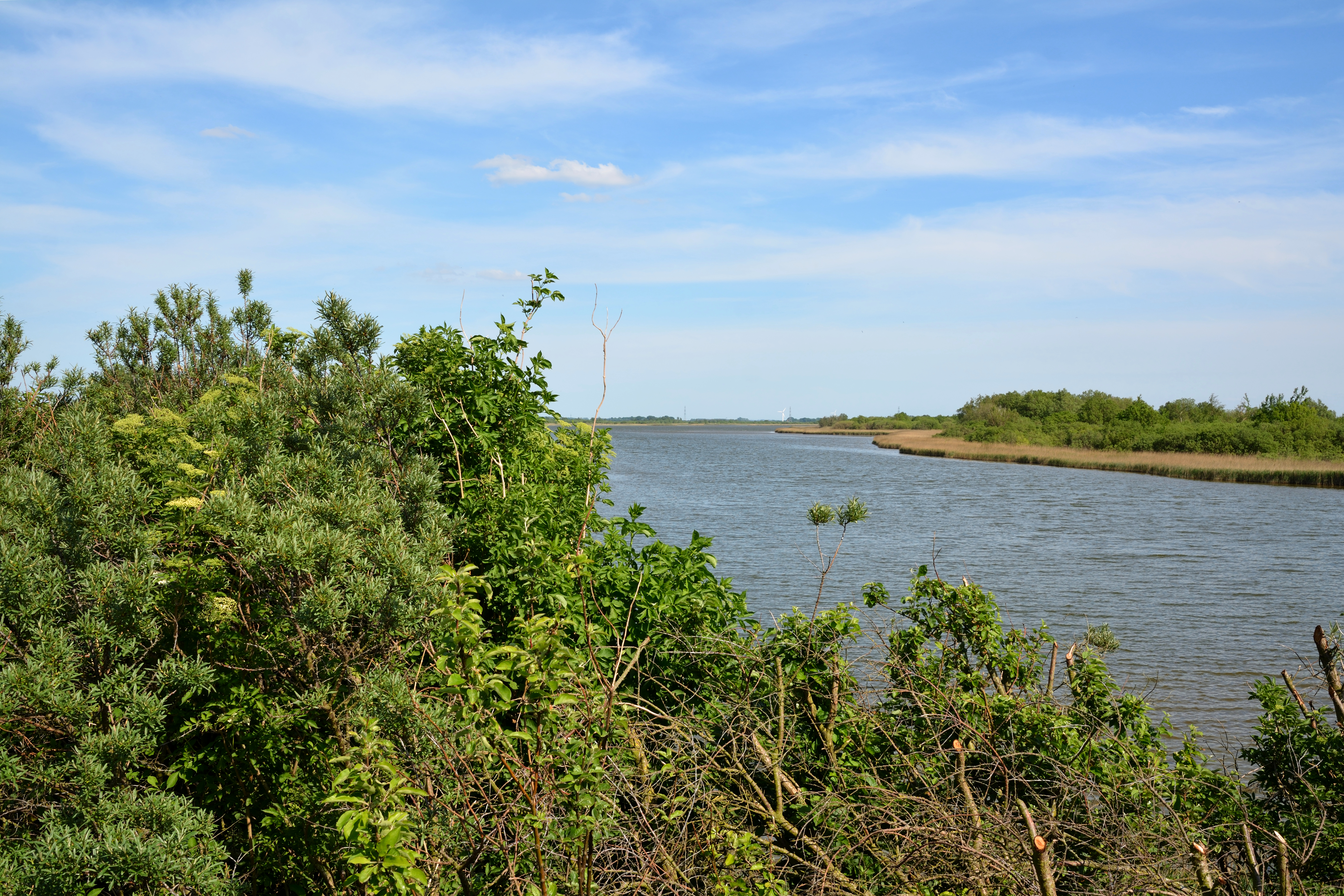
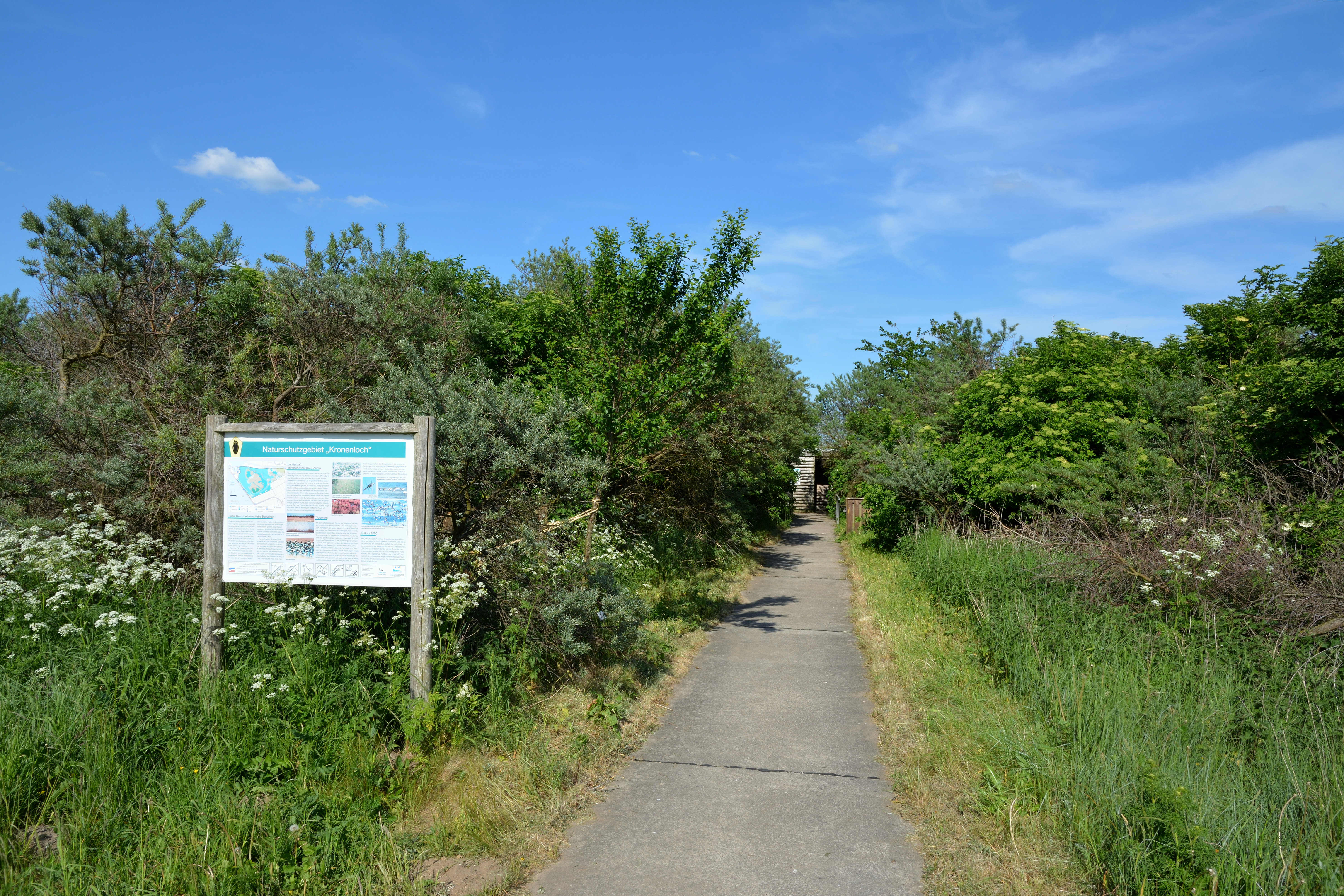